# NGC 1546
NGC 1546 is een spiraalvormig sterrenstelsel in het sterrenbeeld Goudvis. Het hemelobject werd op 5 december 1834 ontdekt door de Britse astronoom John Herschel.

## Synoniemen
- PGC 14723
- ESO 157-12
- AM 0413-561
- IRAS04134-5611